# Butanol
Le Butanol est le nom de plusieurs alcools isomères de formule brute C4H10O :
| Nom IUPAC                     | Nom commun            | CAS                                                  | Formule semi-développée | Formule topologique |
| ----------------------------- | --------------------- | ---------------------------------------------------- | ----------------------- | ------------------- |
| butan-1-ol                    | 1-butanol n-butanol   | 71-36-3                                              | CH3-CH2-CH2-CH2-OH      |                     |
| (R)-butan-2-ol (S)-butan-2-ol | 2-butanol sec-butanol | 78-92-2; 15892-23-6(RS) 14898-79-4 (R) 4221-99-2 (S) | CH3-CH2-CH(OH)-CH3      |                     |
| 2-méthylpropan-1-ol           | Isobutanol            | 78-83-1                                              | (CH3)2-CH-CH2(OH)       |                     |
| 2-méthylpropan-2-ol           | tert-butanol          | 75-65-0                                              | (CH3)3C–OH              |                     |